# Ghani Boudebouz
Ghani Boudebouz est un homme politique algérien et député de la Wilaya d'Alger à l'Assemblée Populaire Nationale (APN) depuis les Élections législatives du 10 mai 2012.

## Fonctions
Ghani Boudebouz a été élu député de la Wilaya d'Alger lors des Élections législatives du 10 mai 2012.
1. Député de la Wilaya d'Alger: 10 mai 2012

## Itinéraire
|     | Wilaya                      | Début       | Fin  |
| 1re | Député de la wilaya d'Alger | 10 mai 2012 | 2017 |